# Krzysztof Ibisz
Krzysztof Ibisz (nació 25 de febrero de 1965 en Varsovia) es un periodista polaco, locutor, actor, diputado de la primera legislatura del Sejm de la III República de Polonia.